# آلفرد لیبرستر
آلفرد لیبرستر (انگلیسی: Alfred Liebster؛ زادهٔ ۱۴ مارس ۱۹۱۰) یک بازیکن تنیس روی میز اهل اتریش بود. 
وی در مسابقات کشوری و بین‌المللی در مجموع برنده ۲ مدال طلا، ۶ مدال نقره، ۸ مدال برنز شده‌است.